# Томас Монсон
Томас Спенсер Монсон (англ. Thomas Spencer Monson; 21 серпня 1927, Солт-Лейк-Сіті, Юта, США — 2 січня 2018, Солт-Лейк-Сіті, там же) — шістнадцятий президент-пророк Церкви Ісуса Христа Святих останніх днів (неофіційно відома як «Мормонська церква»). Монсон прослужив як член Кворуму Дванадцяти Апостолів довше, ніж будь-хто з апостолів, що служать сьогодні. Він також служив як радник у Першому президентстві Церкви, будучи радником президента Гордон Б. Гінклі.

## Біографія
Був другим із шести дітей, народжених у сім'ї Г. Спенсера і Гледіс Конді Монсон. Сім'я Монсонів є нащадками переселенців з північної частини Європи. Монсони були працьовитими, смиренними, люблячими батьками. Сім'я жила без надмірностей і без розкоші, особливо під час Великої депресії.
Він навчався в школах в Солт-Лейк-Сіті, а в 1948 році отримав диплом з відзнакою в Університеті штату Юта в галузі управління бізнесом. Свою дипломну роботу він захистив в Університеті штату Юта і там же служив викладачем Бізнес-коледжу. Пізніше отримав ступінь магістра ділового адміністрування в Університеті імені Бригама Янґа. У квітні 1981 Університет Брігама Янга присвоїв президентові Монсону почесний ступінь доктора права honoris causa. У червні 1996 року Коледж Солт-Лейк-Сіті присвоїв йому почесний ступінь доктора гуманітарних наук. Він належить до почесного братство «Альфа Каппа Псі».
Наприкінці Другої світової війни президент Монсон служив у військово-морських силах США. 7 жовтня 1948 він одружився з Френсіс Беверлі Джонсон у храмі в Солт-Лейк-Сіті. У них троє дітей — Томас Лі Монсон, Енн Френсіс Монсон Дібб і Кларк Спенсер Монсон — і вісім онуків.
Професійна кар'єра президента Монсона відбулася в галузі видавничої справи. У 1948 році він почав працювати у відділі реклами для газети «Deseret News» і «Newspaper Agency Corporation». Потім його призначили директором відділу продажів «Deseret News Press», однієї з найбільших друкарень на заході США, потім помічником генерального директора і врешті-решт генеральним директором. Він займав цю посаду до покликання до Ради Дванадцяти в 1963 році. Багато років він служив головою ради директорів «Deseret News Publishing Co». Президент Монсон — останній президент «Printing Industry of Utah» і колишній член ради директорів «Printing Industry of America».
Маючи широкий спектр ділових інтересів, президент Монсон багато років служив як член ради директорів декількох великих підприємств і компаній. В наш час[коли?] він є членом опікунської ради Університету імені Бригама Янга і Правління церковної освіти.
З 1969 року президент Монсон служив як член правління Національного виконавчого комітету бойскаутів Америки. Президент Монсон належав до Асоціації менеджерів з продажу (штат Юта), Рекламного клубу Солт-Лейк-Сіті і Фондового клубу Солт-Лейк-Сіті.
Президент Монсон багато років перебував в комітеті членів правлінь вищих навчальних закладів штату Юта, організації, яка керує вищою освітою в штаті Юта. Він також служив в Асоціації випускників Університету штату Юта.
У грудні 1981 року президент Рональд Рейган ввів президента Монсона до складу групи розробників програми «Ініціативи у галузі приватного сектору». Він служив на цій посаді до грудня 1982 року, коли функціонування цієї програми завершилося.